# Архангельское (Старицкий район)
Архангельское — посёлок в Старицком районе Тверской области. Центр Архангельского сельского поселения.
Находится в 22 километрах к северо-востоку от города Старица, в 1 км от дороги 28К-0576 «Тверь—Ржев» (от Твери 48 км). В 1 км к северо-западу — река Волга.

## История
По данным 1859 года владельческое сельцо Архангельское имело 160 жителей при 10 дворах. Во второй половине XIX — начале XX века деревня Архангельская относилось к Иванишинскому приходу Емельяновской волости Старицкого уезда Тверской губернии. В 1886 году — 21 двор, 163 жителя. В 1919 Архангельское в составе Редкинского сельсовета Емельяновской волости Старицкого уезда, 34 двора, 199 жителей. С 1929 по 1956 год Архангельское в составе Емельяновского района (с 1935 года — в Калининской области).
В 1997 году — 193 хозяйства, 521 житель. В деревне администрация сельского округа, ТОО «Архангельское», асфальтовый завод, завод нерудных материалов, АТС, средняя школа, ясли-сад, дом народного творчества, библиотека, медпункт, баня, отделение связи, магазин.

## Население
| 1859 | 1886 | 1919 | 1997 | 2002 | 2010 |
| ---- | ---- | ---- | ---- | ---- | ---- |
| 161  | ↗163 | ↗199 | ↗521 | ↘479 | ↘473 |

## Предприятия и инфраструктура

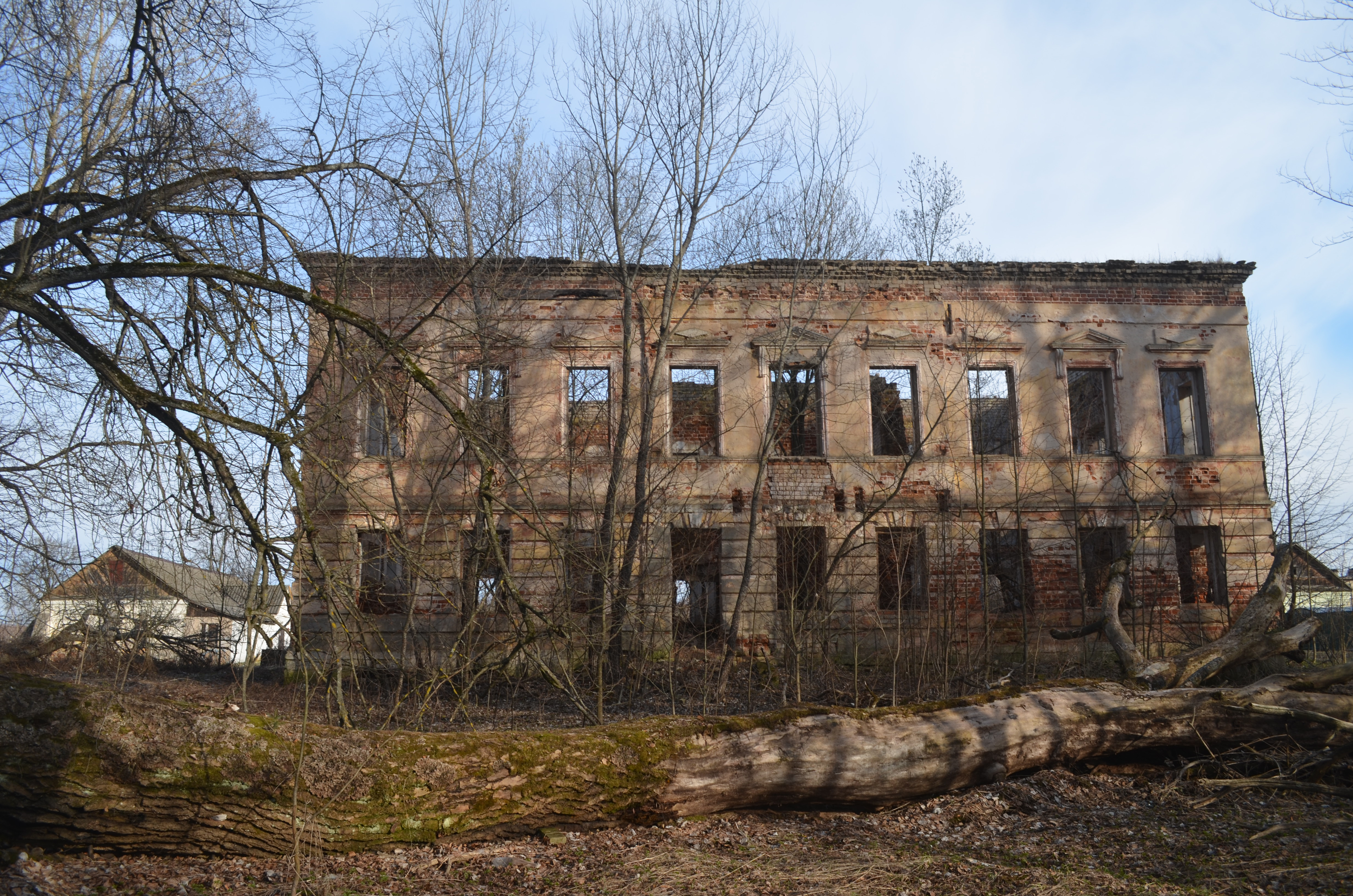
Остатки главного дома усадьбы «Левашево» в Архангельском

- ООО «Старицкий завод нерудных материалов»
- ДРСУ-2
- колхоз «Архангельский»
- МОУ Архангельская основная общеобразовательная школа
- МДОУ «Детский сад д. Архангельское»
- МУЗ Архангельский ФАП
- Архангельский Центр культуры
- ФЛ Дом народного творчества
- филиал Старицкой межпоселенческой центральной библиотеки
- Почтовое отделение № 371
- котельная, водопровод, канализация.

## Дороги
- 28Н-1601 «„Тверь — Ржев“ — Архангельское» протяжённостью 1,2 км, класса 2. Пролегает от большака 28К-0576 «Тверь—Ржев» до посёлка. При присвоенном дороге относительно высоком классе состояние плохое: разбита тяжёлыми грузовиками, вывозящими строительные материалы с карьера «Старицкого завода нерудных материалов» и других. В конце XX в. была покрыта асфальтом, от которого сейчас ничего не осталось. Ямочным ремонтом достигается круглогодичная проходимость на малой скорости, до 30 км/ч.
- 28Н-1602 «Архангельское — Заднее Поле» протяжённостью 1 км, класса 3. Пролегает от посёлка до деревни Заднее поле.
- Не вошедшая в «Перечень автомобильных дорог общего пользования регионального и межмуниципального значения Тверской области» дорога до села Иванищи, проходящая параллельно большаку 28К-0576. Хорошее состояние, несмотря на отсутствие твёрдого покрытия. Круглогодичное использование.